# Lee Mi-ye
Lee Mi-ye (* 1990 in Busan, Südkorea) ist eine südkoreanische Schriftstellerin.
Nach dem Abschluss ihres Studiums an der Fakultät für Materials Science and Engineering der Pusan National University arbeitete Lee als Halbleiteringenieurin für Samsung Electronics. Nach knapp fünf Jahren kündigte sie dort, um ihren Traum als Schriftstellerin zu verwirklichen. Die Buchveröffentlichung ihrer ersten Geschichte Ihr bestellter Traum ist ausverkauft (주문하신 꿈은 매진입니다 Jumunhasin Kkumeun Maejinimnida) finanzierte sie über Crowdfunding über die Website tumblbug.com. Der selbstveröffentlichte Roman war so erfolgreich, dass der Verlag Sam & Parkers auf sie zukam und ihn unter dem Titel Dallergut Kkum Baekhwajeom (달러구트 꿈 백화점) neuveröffentlichte. Der Roman wurde in Südkorea über eine Million Mal verkauft und war damit der erste in den 2020er Jahren veröffentlichte Roman, dem dies gelang. Die fantasievolle Geschichte fand anklang bei allen Altersgruppen. Im Juli 2021 veröffentlichte Lee einen zweiten Teil. Nach der Veröffentlichung standen ihre beiden Bücher auf Platz 1 und 2 der südkoreanischen Bestsellerliste. Der Roman wurde auch auf Taiwan zum Bestseller und dort über 300.000 mal verkauft.

## Werke
- 2020: Dallergut Kkum Baekhwajeom (달러구트 꿈 백화점)
  - 2022 auf Deutsch als Das Kaufhaus der Träume. Übersetzung von Kyong-hae Flügel. Golkonda Verlag.
- 2021: Dallergut Kkum Baekhwajeom 2 (달러구트 꿈 백화점 2)